# Luigi Vitale
Luigi Vitale (* 5. Oktober 1987 in Castellammare di Stabia) ist ein italienischer ehemaliger Fußballspieler.

## Karriere
Luigi Vitale lernte das Fußballspielen in der Jugend von US Avellino und SSC Neapel als Defensiv-Allrounder. In der Saison 2005/06 absolvierte er drei Partien bei Napoli. In der darauffolgenden Spielzeit erhielt er nur einen Einsatz beim SSC Neapel, weshalb er für die komplette Spielzeit 2007/08 zu SS Virtus Lanciano in die Serie C verliehen wurde. Bei Lanciano lief er in 28 Partien auf, in denen er ohne Torerfolg blieb. Der Verein belegte den 16. Rang in der Serie C1, musste aber wegen zehn Strafpunkten, die der Verein aufgrund der schlechten Finanzlage erhalten hatte, die Play-out-Spiele um den Ligaerhalt bestreiten. In diesen unterlag Vitale mit Lanciano knapp der SS Juve Stabia und stieg ab. Vitale kehrte daraufhin zu seinem Stammverein nach Napoli zurück. In der Saison 2008/09 erhielt er bei den Süditalienern 18 Einsätze in der Serie A, in denen er sein erstes Tor als Profi erzielte. Im Sommer 2009 wurde Luigi Vitale für den Rest der Spielzeit 2009/10 zum AS Livorno verliehen. Der Verein erwarb ebenfalls eine Kaufoption auf den Spieler. Nachdem er sich in Livorno im Saisonverlauf einen Stammplatz erkämpft hatte und mit dem Verein als Tabellenletzter aus der Serie A abgestiegen war, wurde die Kaufoption nicht wahrgenommen und der Mittelfeldakteur kehrte wieder nach Neapel zurück.